# 帕爾·希蘭德
帕爾·希蘭德（挪威語：Pål André Helland；1990年1月4日—）是一位挪威足球運動員。在場上的位置是側鋒。他現在效力於挪威足球超级联赛球隊罗森博格足球俱乐部。他也代表挪威國家足球隊參賽。